# Pere Serra

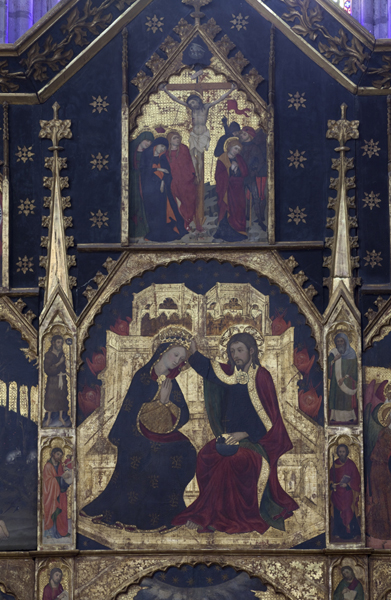
Retabel van Manresa, detail

Pere Serra was een  kunstschilder actief in Catalonië van 1357 tot 1406.  Hij schilderde in een gotische stijl beïnvloed door de Siënese school, die in Barcelona geïntroduceerd werd door Ferrer Bassa en diens atelier, waar zijn leermeester Ramon Destorrents deel van uitmaakte.

## Biografie
Pere Serra was de jongste zoon van Constança en Berenguer Serra. Ook zijn drie broers Francesc, Jaume en Joan waren schilders, actief in Catalonië in de tweede helft van de 14e eeuw. Uit een document van 1357 blijkt dat Pere Serra in de leer ging bij Ramon Destorrents, waar hij vier jaar zou blijven om daarna te gaan werken in het atelier van zijn broers.
Zijn oudere broers Francesc en Jaume hadden omstreeks 1350 een gezamenlijk atelier opgericht, waar Pere zich bij aansloot na de dood van zijn broer Francesc in 1361. Het atelier van de Serra’s had incidenteel contact met het hof, maar werkte vooral voor kathedralen, collegiale kerken, parochiekerken en kloosters. Ze waren de belangrijkste producenten van retabels tijdens de tweede helft van de 14e eeuw in Catalonië met Pere als belangrijkste schilder. Vanaf het einde van de 14e eeuw nam Valencia de leidende rol van Barcelona als kunstcentrum in het Catalaans sprekende gebied over. De stijl van schilderen evolueerde meer en meer naar de Franse stijl en de internationale gotiek. Ook Pere Serra omhelsde deze nieuwe stijl in zijn latere werk.

## Werken
Er zijn twee werken waarvan men via documenten zeker weet dat ze door Pere Serra geschilderd werden, het Retabel met de Heilige Geest, gemaakt voor de Santa Maria van Manresa, en een Retabel met Bernardus en Bartholomeus, gemaakt voor het klooster Sant Domènec in Manresa. Deze werken laten toe, door stijlanalyse, de andere werken van de kunstenaar te identificeren.
Enkele werken van deze kunstenaar:
- Madonna met kind en musicerende engelen, Museu Nacional d'Art de Catalunya, Barcelona, ca. 1385
- Retabel van de Heilige Geest gemaakt voor de Santa Maria van Manresa, 1394
- Retabel met Bartholomeus en Bernardus van Clairvaux, gemaakt voor de Sant Domènec in Manresa, nu in het Museu Episcopal de Vic, ca. 1395
- Annunciatie, Pinacoteca di Brera, Milaan

## Galerij

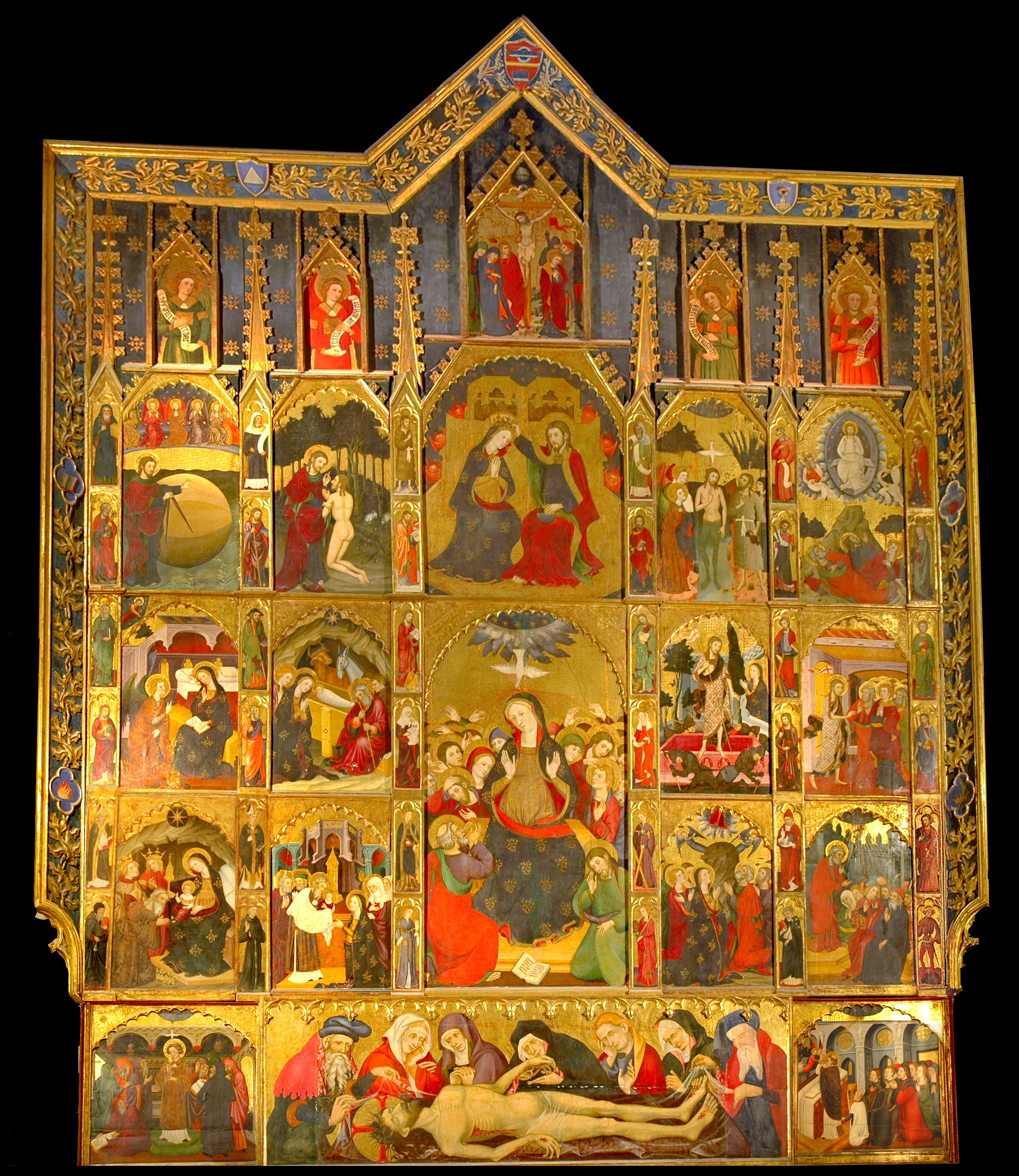
Retabel van de Heilige Geest, 1394, Santa Maria van Manresa
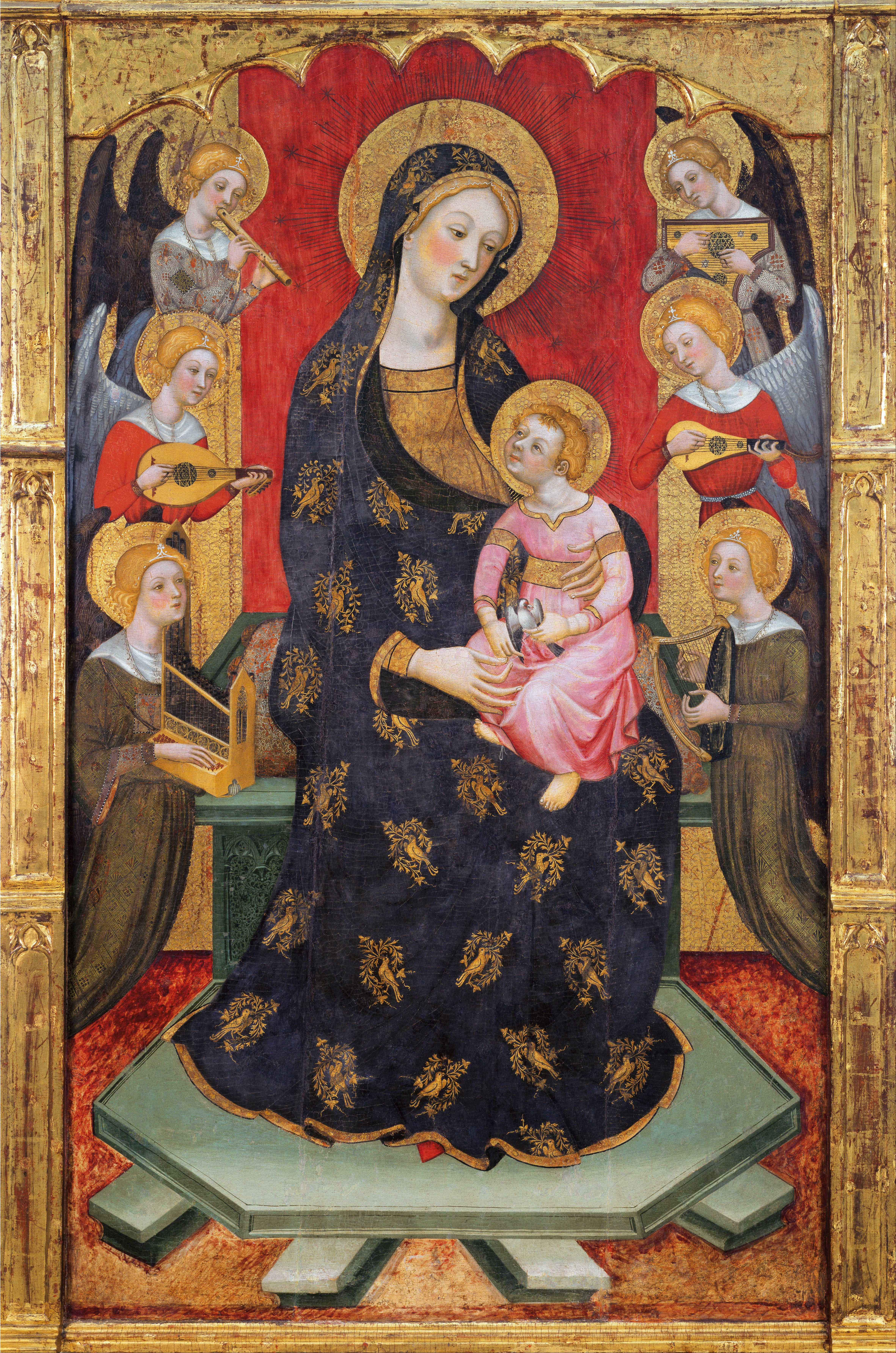
Madonna met kind en musicerende engelen, ca. 1385, Museu Nacional d'Art de Catalunya, Barcelona
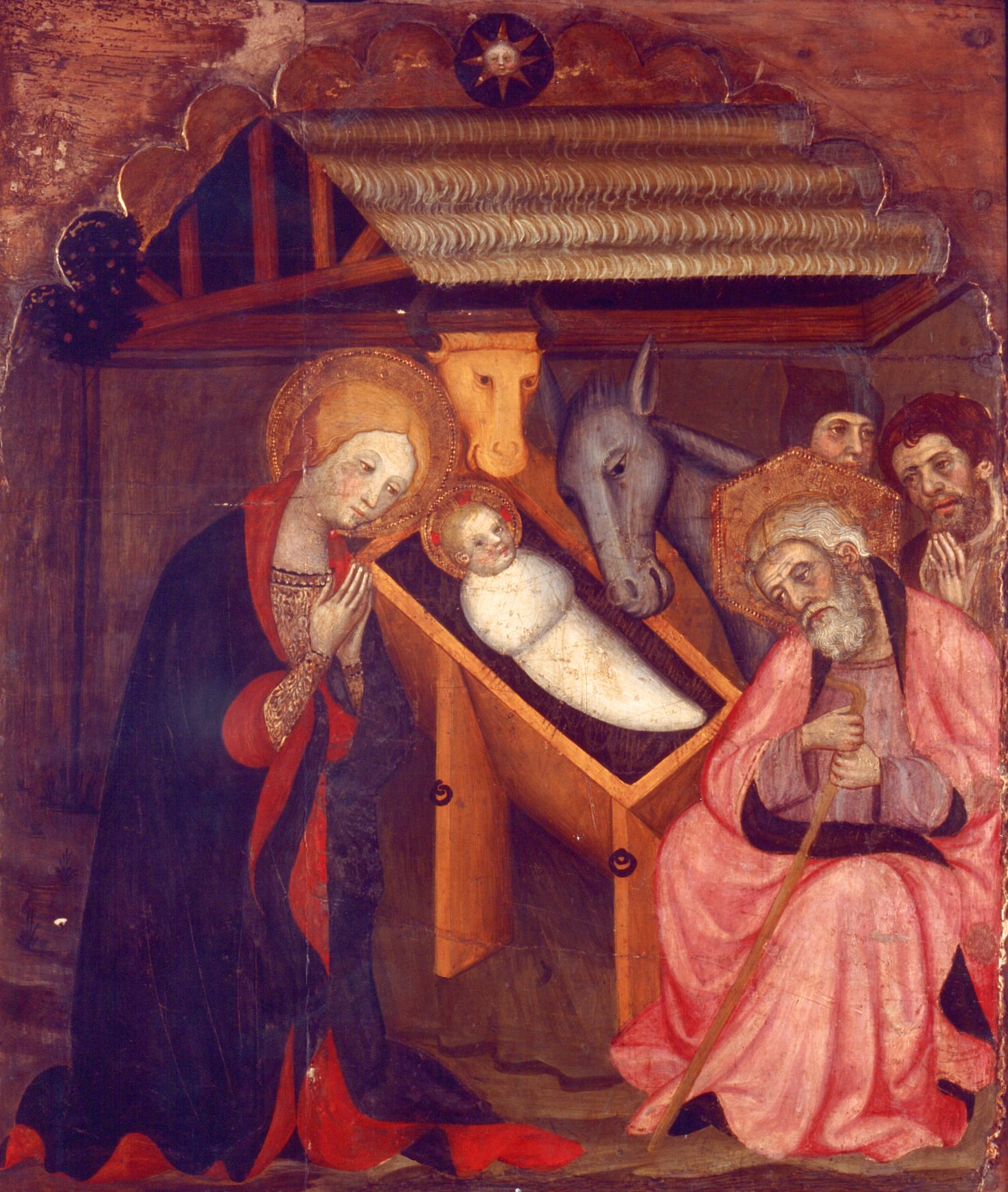
Geboorte, deel van een retabel gemaakt voor de Sant Pere de Cubells, ca. 1400
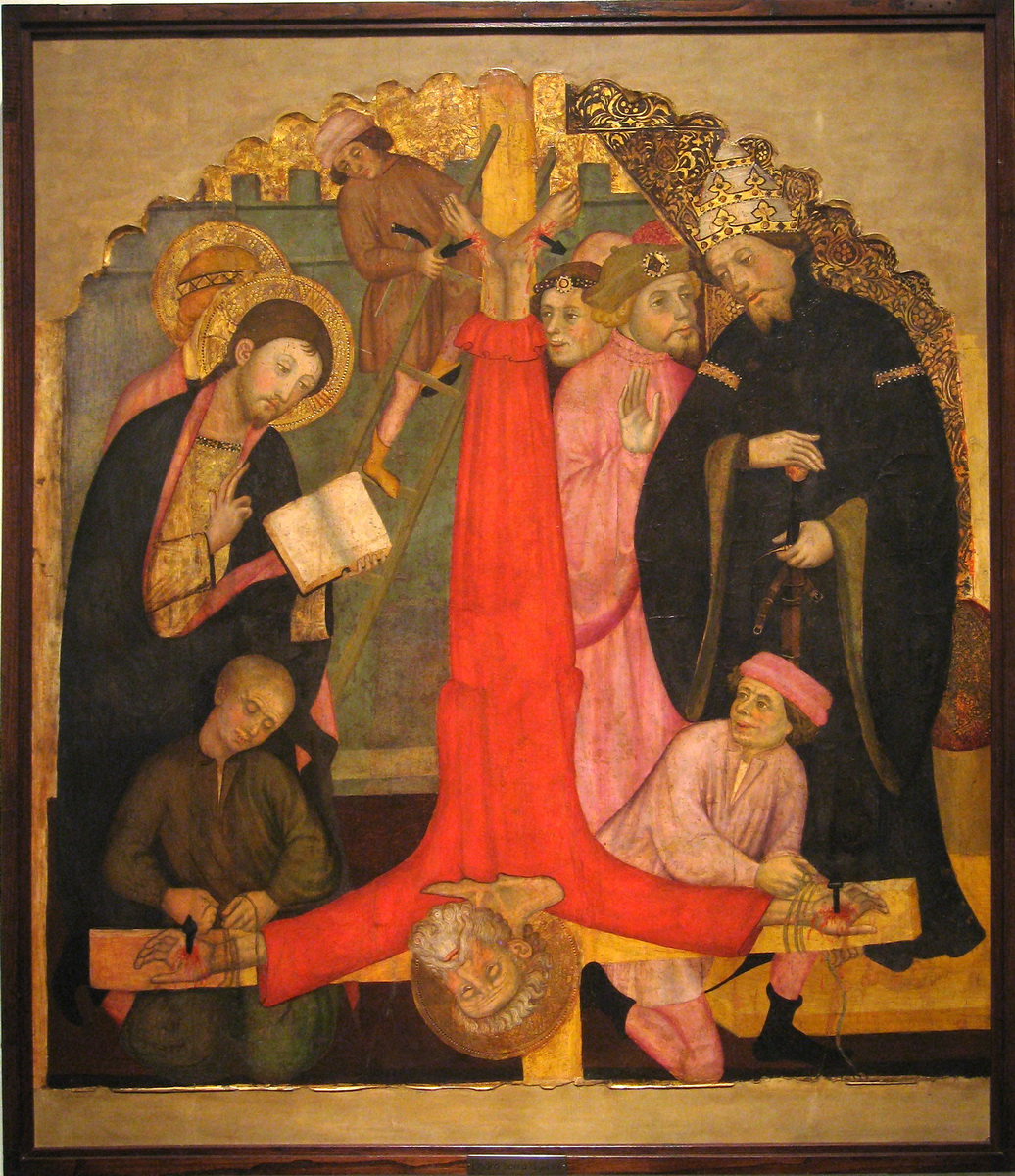
Kruisiging ven de heilige Petrus, gemaakt voor de Sant Pere de Cubells, Museu Nacional d'Art de Catalunya

- RKD-Nederlands Instituut voor Kunstgeschiedenis: 72034
- Union List of Artist Names: 500011795
- Virtual International Authority File: 95752840